# 宗马海湖
宗马海湖是一个位于中国青海东部省海西州县的湖泊，面积约为30平方千米。